# E91
La ruta europea E91 és una carretera que forma part de la Xarxa de carreteres europees. Comença a Toprakkale (Turquia) i finalitza a Yayladaği (Turquia). Té una longitud de 165 km. Té una orientació de nord a sud i travessa per les ciutats de Toprakkale, Topboğazi, Antioquia i fins a la frontera síria.